# Torre de telecomunicaciones de Kiev
La Torre de televisión de Kiev (en ucraniano: Телевізійна вежа, romanizado: Televiziyna vezha) es una torre de telecomunicaciones de celosía y acero, de 385 m de altura, construida en 1973 en Kiev, Unión Soviética (hoy Ucrania), como repetidor en la región ucraniana de los canales de radio y televisión soviéticos, así como punto emisor de las desconexiones de la Radiotelevisión Soviética para la República Socialista Soviética de Ucrania. Desde 1991 se encarga de la emisión nacional principal de las radios y televisiones ucranianas. Es la estructura de acero más alta del mundo. La torre nunca ha estado abierta al público. 
La torre fue diseñada originalmente para Moscú, la entonces capital soviética, pero el Ayuntamiento de la ciudad prefirió una torre más "sólida", lo que derivó en la construcción de la Torre Ostánkino. Cuando Kiev necesitó su propia torre, se reintrodujo el proyecto, aunque el Gobierno soviético ordenó a los ingenieros que redujeran la altura de la torre de Kiev en casi un 30%, para que no fuera tan alta como la torre de la entonces capital Moscú.

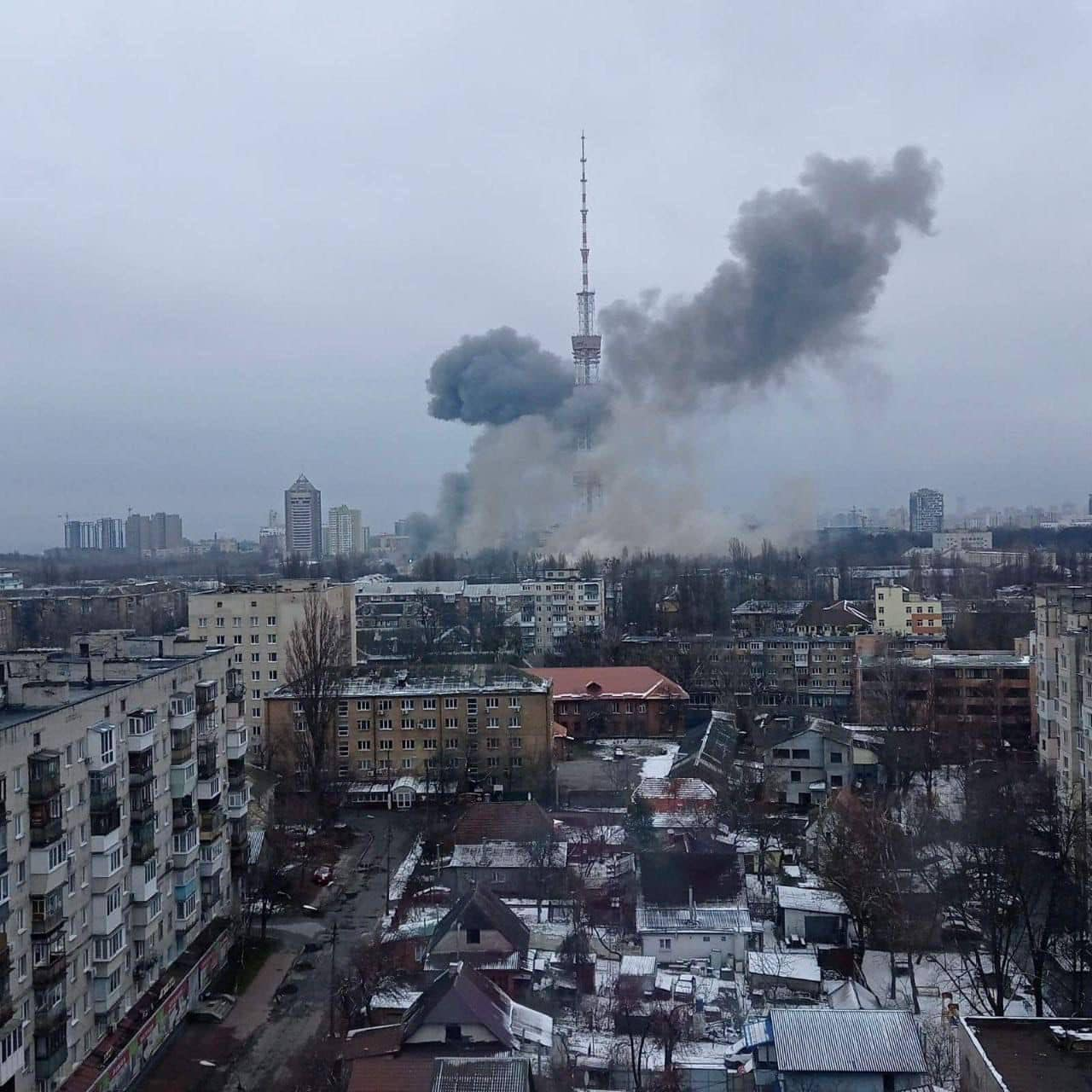
Impacto de un misil en la parte inferior de la torre durante la invasión rusa de Ucrania de 2022.

La construcción cuenta con un coste de unos $12 millones. Hecha de tubos de acero de diferentes diámetros y grosores, la estructura pesa 2700 toneladas. El tubo central, o núcleo, donde se sitúan los ascensores, tiene un diámetro de 4m y un grosor de 12mm. Encima de la base hay una planta cerrada que alberga equipos de transmisión y recepción de ondas y a unos doscientos metros hay una segunda planta cerrada que contiene transmisores de televisión y FM, así como una sala de control y mantenimiento. El ascensor llega únicamente hasta esta segunda planta.  
La torre es única en el sentido de que no se usan sujeciones mecánicas en la estructura; todas las juntas, tubos y elementos están unidos por soldadura.

### Durante la invasión rusa de Ucrania
La torre sufrió un bombardeo por las fuerzas rusas durante la invasión rusa de Ucrania de 2022. 
El 1 de marzo de 2022, durante la batalla de Kiev se dispararon varias bombas FAB-500 contra la estructura de la torre de televisión. Un cohete impactó en la sala de equipos de la propia torre y el otro en la subestación transformadora que le suministraba electricidad. Como resultado la torre quedó inutilizada, 5 personas murieron y otras 5 resultaron heridas. También todos los canales de televisión ucranianos no funcionaron durante algún tiempo, pero más tarde el mismo día se restableció la transmisión de algunos.
Aunque el edificio no colapsó tras el ataque, desde entonces no presta servicio radioteledifusor debido a los daños provocados tanto en la propia estructura de la torre como en sus antenas.